# Bảo tàng Pháo đài Toruń
Bảo tàng Pháo đài Toruń (tiếng Ba Lan: Muzeum Twierdzy Toruń) là một bảo tàng đang được xây dựng, tọa lạc tại số 23/25 Phố Wały gen. Sikorskiego, Toruń, Ba Lan. Diện tích xây dựng của tòa nhà là hơn 2.100 m2. Trụ sở của Bảo tàng Pháo đài Toruń được ghi vào sổ đăng ký di tích của thành phố (số 2131).

## Lịch sử
Ý tưởng chuyển thể Doanh trại Cổng Chełmno nhằm phục vụ mục đích văn hóa bắt đầu từ năm 2007. Zakład Gospodarki Mieszkaniowej lên kế hoạch tạo ra kho lưu trữ về các nhà hát của Toruń và phòng tập cho các nhóm nhạc, nhưng những kế hoạch này đã không được thực hiện. Năm 2013, dự định mở Vườn ươm Văn hóa ở đây cũng không thành công. Cuối cùng, hai năm sau, chính quyền thành phố quyết định rằng một bảo tàng về Pháo đài Toruń sẽ được xây dựng. Công việc chuyển thể bắt đầu vào tháng 5 năm 2018. Dự kiến trụ sở của Bảo tàng sẽ khánh thành vào tháng 11 năm 2020. 
Khoản đầu tư được tài trợ bởi Liên minh Châu Âu (EU), Bộ Văn hóa và Di sản Quốc gia (Ba Lan) và chính quyền địa phương Toruń. Tổng chi phí để chuyển đổi Doanh trại Cổng Chełmno thành Bảo tàng Pháo đài Toruń tổng cộng là 22 triệu złoty, trong đó thành phố Toruń sẽ được nhận 14,4 triệu złoty từ quỹ của EU cho khoản đầu tư này. 